# Кумодраж II
Кумодраж 2 (или Кумодраж II) је насеље које се налази на крајњем југу Београда и припада општини Вождовац. Кроз насеље пролазе следеће линије ГСП-а:
- 25 (Кумодраж 2 — Карабурма 2 )
- 33 (Панчевачки мост — Кумодраж старо село)
- 39 (Славија — Кумодраж 1)

У саставу насеља налази се војна касарна и индустријска зона Вождовац. Кроз Кумодраж 2 пролазе једне од већих улица у граду, као што су улица Војводе Степе и Кумодрашка. Месна заједница и тржни центар се налази у центру насеља, а ускоро треба да почне градња мање амбуланте. Већина деце се школује у насељу Браће Јерковић.